# باولا فيندلاي
باولا فيندلاي هي تريثلت كندية، ولدت في 26 مايو 1989 في إدمونتون في كندا.

## وصلات خارجية
- باولا فيندلاي على موقع الاتحاد الدولي لألعاب القوى (الإنجليزية)
- باولا فيندلاي على موقع إحصائيات الدراجات الإحترافية (الإنجليزية)
- باولا فيندلاي على موقع اتحاد الترياتلون الدولي (الإنجليزية)
- باولا فيندلاي على موقع IAT Triathlon Database (الإنجليزية)
- باولا فيندلاي على موقع أوليمبيديا (الإنجليزية)